# Hugo Ramnek
Hugo Ramnek (* 1960 in Klagenfurt/Celovec) ist ein in der Schweiz lebender österreichischer Schriftsteller, Schauspieler und Theaterpädagoge.

## Leben und Werk
Geboren in Klagenfurt/Celovec und aufgewachsen in Bleiburg/Pliberk (Unterkärnten) an der österreichisch-slowenischen Grenze studierte Hugo Ramnek in Wien Anglistik und Germanistik an der Universität Wien und am Trinity College in Dublin und besuchte die Schauspielschule Zürich. 1989 übersiedelte er in die Schweiz, wo er seither als Schriftsteller, Schauspieler und Lehrer am Liceo Artistico arbeitet.
Sein erster Roman Der letzte Badegast wurde 2010 mit der Anerkennungsgabe der Stadt Zürich ausgezeichnet.
2012 war er auf Vorschlag von Jurorin Hildegard Elisabeth Keller für den Bachmann-Preis nominiert. Für seinen Text „Kettenkarussell“ erhielt er von der Jury gemischte Kritiken, die letztlich nicht zu einer Prämierung führten.
Neben Romanen und Erzählungen schreibt Hugo Ramnek auch Gedichte, die in verschiedenen Anthologien erschienen sind. 2012 erhielt er den 3. Preis des Ersten Zürcher Lyrik-Preises.
2016 wurden Texte von Hugo Ramnek in zwei Theaterproduktionen inszeniert. Im Zürcher sogar theater gelangte Die Tomatensuppenschleuder. Eine musikalisch-theatrale Abklärung auf den Spuren von Dada des Duos MeierMoser & der Huber mit Gedichten des Autors zur Aufführung. Auf den Bleiburger Theatertagen kam mit Einersdorfer Genesis. Eine Begehung eine Leseperformance von und mit Hugo Ramnek sowie Arthur Ottowitz auf die Bühne.
Als Schauspieler tritt er mit der Improvisationstheatergruppe «und jetzt» von Peter Honegger auf.

## Auszeichnungen
- 2008: Preis des Kärntner SchriftstellerInnenverbandes für die satirische Fabel „Das Letzte von Leopold“
- 2009: Salzburger erostepost-Literaturpreis für  „Die Blutbuche“ als beste erotische Erzählung
- 2010: Anerkennungsgabe der Stadt Zürich
- 2013: 3. Preis des Ersten Zürcher Lyrik-Preises
- 2019: Premio letterario internazionale Merano Europa/Internationaler Literaturpreis Merano-Europa
- 2020: Literarische Auszeichnung der Stadt Zürich für den Roman in Erzählungen „Die Schneekugel“

## Publikationen

### Eigenständig
- Der letzte Badegast. Roman, Wieser Verlag, Klagenfurt/Celovec 2010, ISBN 978-3-85129-864-2.
- Kettenkarussell/Semanji vrtiljak. Deutsch und Slowenisch (Wendebuch). Mit Wiesenmarktskizzen von Werner Berg, iz nemščine Brane Čop, Wieser Verlag, Klagenfurt/Celovec 2013, ISBN 978-3-99029-041-5.
- Meine Ge-ge-generation. Eine Jukebox. 45 neue Texte zu alten Blues- und Rockscheiben.   Wieser Verlag, Klagenfurt/Celovec 2017 ISBN 978-3-99029-262-4.
- Die Schneekugel. Ein Roman in Erzählungen. Wieser Verlag, Klagenfurt/Celovec 2020, ISBN 978-3-99029-379-9.
- Die längste Nacht. Elegische Flüchtigkeiten, Wieser Verlag, Klagenfurt/Celovec 2022, ISBN 978-3-99029-491-8.

### Beteiligt an
- Arno Popotnig: Momentum. [Malerei mit Texten von Hugo Ramnek]. Wieser Verlag, Klagenfurt  2014, ISBN 978-3-99029-070-5.